# Dacus nummularius
Dacus nummularius är en tvåvingeart som först beskrevs av Mario Bezzi 1916.  Dacus nummularius ingår i släktet Dacus och familjen borrflugor.
Artens utbredningsområde är Filippinerna. Inga underarter finns listade i Catalogue of Life.